# Holysloot
Holysloot is een dorpje in Landelijk Noord, het dunbevolkte landelijke deel in het noorden van de gemeente Amsterdam, in de Nederlandse provincie Noord-Holland. Het dorp heeft de status van beschermd dorpsgezicht. Tussen 1811 en 1921 maakte het deel uit van de gemeente Ransdorp, die per 1 januari 1921 opging in de gemeente Amsterdam.

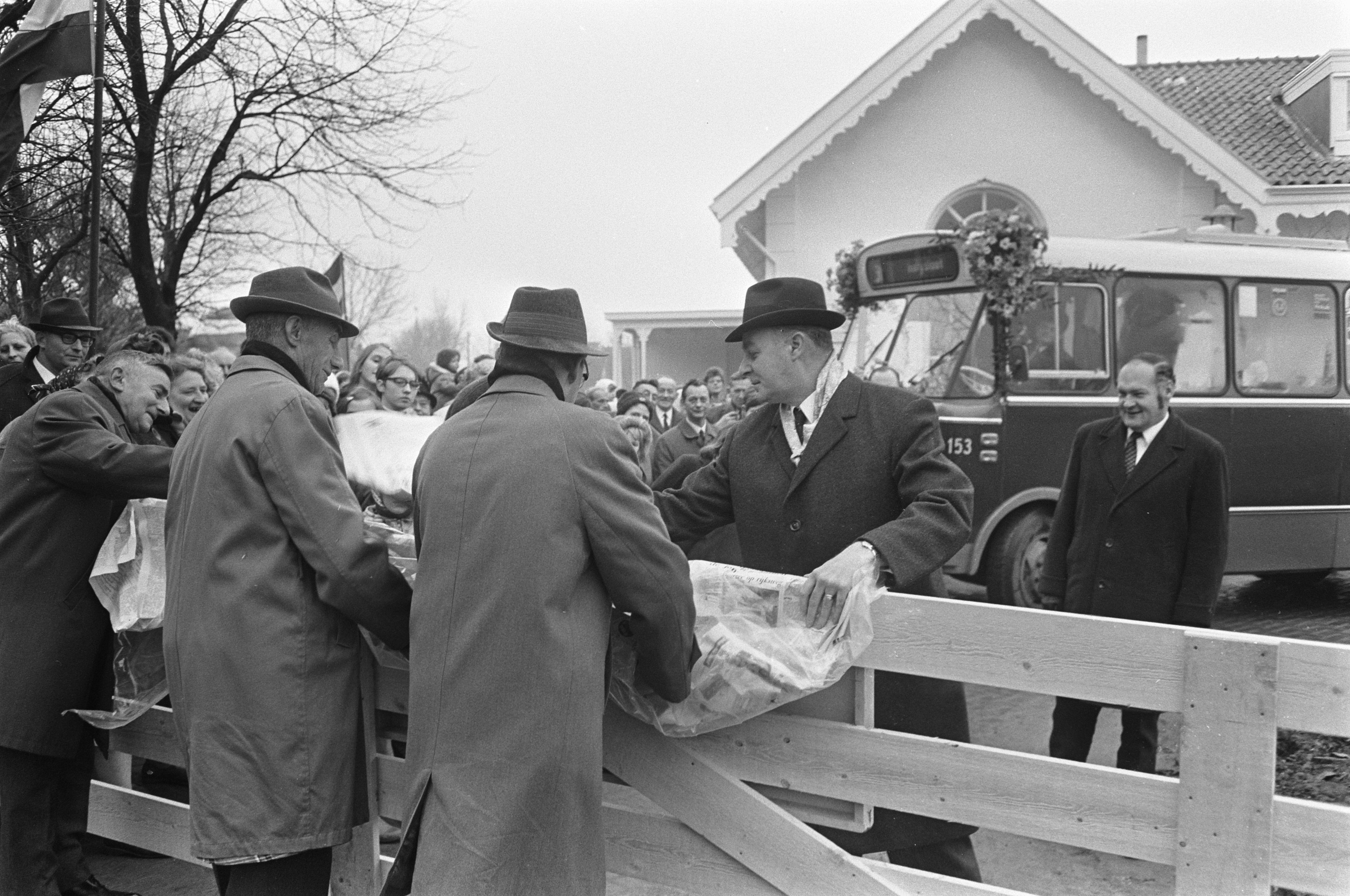
Opening bus 30 naar Holysloot 1968

De ligging is enigszins geïsoleerd. In het noorden ligt het dorp aan de Holysloter Die, waar 's zomers op bepaalde tijden een veerpont vaart voor fietsers en voetgangers, die via een kerkpad de weg naar Broek in Waterland en Zuiderwoude kunnen bereiken. Verder bestaat het dorp eigenlijk maar uit één straat, namelijk de Dorpsstraat Holysloot, die links en rechts van de Bloemendalergouw doodloopt. Voor automobilisten is het dorp dan ook via slechts één weg, de Bloemendalergouw, te bereiken. Dit gold ook voor buslijn 30, die tussen 1968 en 2018 door de week overdag elk uur het dorp met Ransdorp, Durgerdam, Schellingwoude, Nieuwendam en met winkelcentrum Boven 't Y verbond. Sinds 3 februari 2018 werd  de lijn echter uitbesteed als vraagafhankelijk openbaar vervoer aan taxibedrijf RMC. Op 1 juli 2020 werd het vervoer overgenomen door Mokumflex.

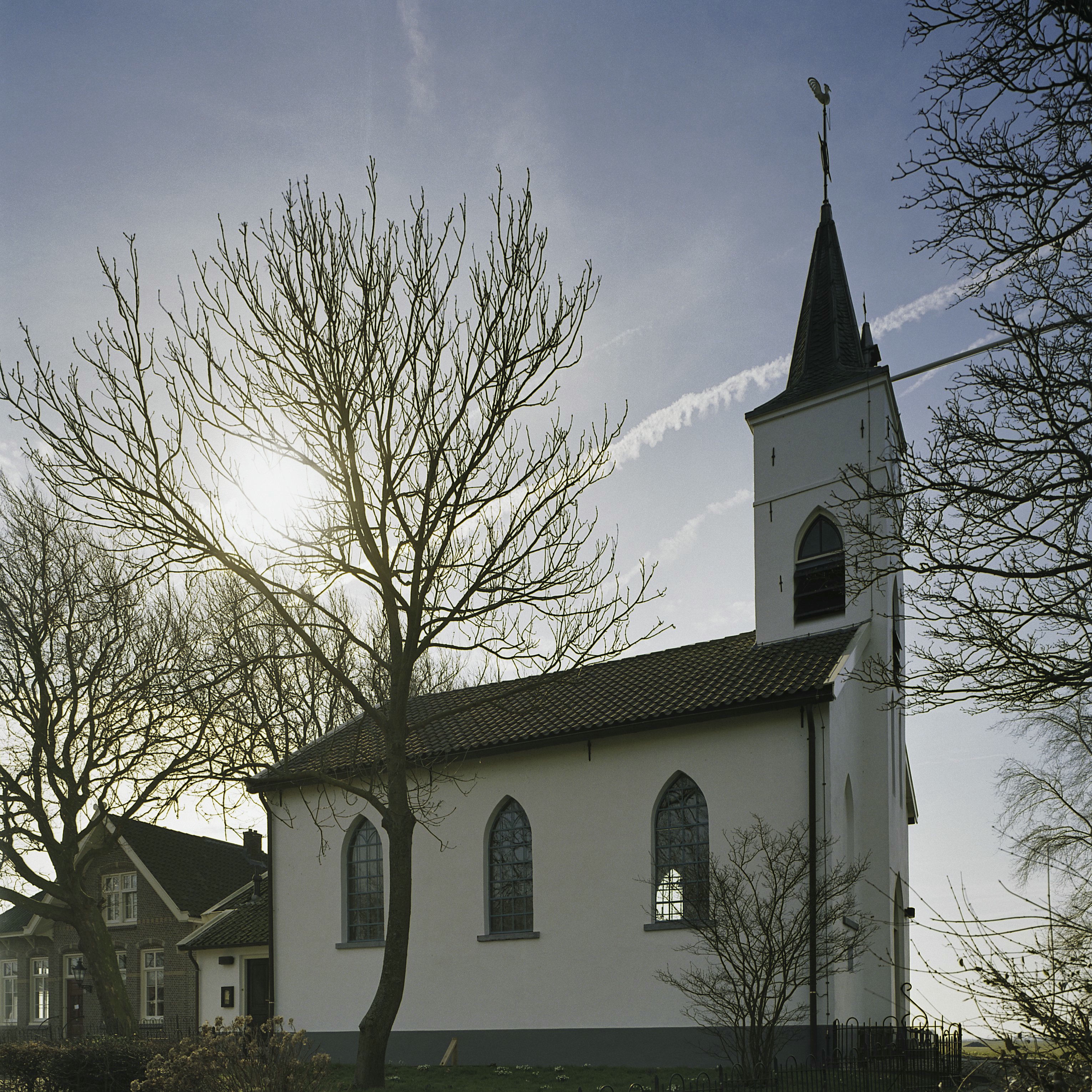
De witgepleisterde kerk van Holysloot

De kerk van Holysloot, een rijksmonument, is in gebruik bij de PKN- protestantse gemeente Ransdorp / Holysloot. De Gereformeerde kerk, gebouwd na de watersnood van 1916, doet dienst als woonhuis en is een gemeentelijk monument.
De naam Holysloot betekent zoiets als 'laaggelegen gebied aan een sloot' - een omschrijving die typerend is voor vrijwel geheel Waterland. De eerste bekende vermelding van Holysloot dateert uit de dertiende eeuw, toen graaf Floris V enkele privileges verleende aan "die van Ransdorp en Hoolesloot".
Pal ten oosten van het dorp zijn sporen te zien van het nooit gereed gekomen Goudriaankanaal. Bij de dorpsbewoners is dit kanaal bekend onder de naam 'Napoleonkanaal'. Aan de oostkant van het dorp is een voetpad naar de dijk. Dit voetpad werd gebruikt door dorpsbewoners voor dijkonderhoud. Dit voetpad wordt 'kerkpad' genoemd. Onder de dorpsbewoners is dit voetpad bekend onder de naam 'Padland'.

## Cultuur
Holysloot was inspiratiebron voor de korte film Volgend jaar in Holysloot van cineast Emiel van Moerkerken. Het dorp is begin- en eindpunt van de film. Van Moerkerken won met deze film in 1983 een Gouden Kalf. Ook de Jiskefetserie "De Perkse Diep" is in Holysloot opgenomen.